# Polk County (Florida)
Das Polk County ist ein County im Bundesstaat Florida der Vereinigten Staaten. Der Verwaltungssitz (County Seat) ist Bartow. Die größte Stadt ist Lakeland.

## Geographie
Das County hat eine Fläche von 5206 Quadratkilometern, wovon 351 Quadratkilometer Wasserfläche sind. Polk County hat 554 natürliche Süßwasserseen. Das County grenzt im Uhrzeigersinn an folgende Countys: Lake County, Osceola County, Highlands County, Hardee County, Hillsborough County, Pasco County und Sumter County.
Das County wird vom Office of Management and Budget zu statistischen Zwecken unter dem Namen Lakeland–Winter Haven, FL Metropolitan Statistical Area geführt.

## Geschichte
Das Polk County wurde am 8. Februar 1861 aus dem östlichen Teil des Hillsborough County gebildet. Benannt wurde es nach James K. Polk, dem elften Präsidenten der Vereinigten Staaten. Seine Amtszeit dauerte von 1845 bis 1849.

## Wirtschaft
Die Hauptwirtschaftszweige im Polk County sind der Phosphatabbau, der Tourismus und die Landwirtschaft. Die Phosphatlager werden auf eine Größe von etwa 500.000 Acres (2000 km²) geschätzt und machen 75 Prozent der nationalen und 25 Prozent der weltweiten Phosphatvorkommen aus. Im Jahr 1998 wurden im Polk County 14,7 Millionen Tonnen produziert.

## Demografische Daten
Nach der Volkszählung im Jahr 2010 lebten im Polk County 602.095 Menschen in 280.954 Haushalten. Die Bevölkerungsdichte betrug 124 Einwohner pro Quadratkilometer. Ethnisch betrachtet setzte sich die Bevölkerung zusammen aus 75,2 % Weißen, 14,8 % Afroamerikanern, 0,4 % Indianern und 1,6 % Asian Americans. 5,6 % waren Angehörige anderer Ethnien und 2,4 % verschiedener Ethnien. 17,7 % der Bevölkerung bestand aus Hispanics oder Latinos.
Im Jahr 2010 lebten in 32,1 % aller Haushalte Kinder unter 18 Jahren sowie 33,4 % aller Haushalte Personen mit mindestens 65 Jahren. 70,0 % der Haushalte waren Familienhaushalte (bestehend aus verheirateten Paaren mit oder ohne Nachkommen bzw. einem Elternteil mit Nachkomme). Die durchschnittliche Größe eines Haushalts lag bei 2,59 Personen und die durchschnittliche Familiengröße bei 3,05 Personen.
26,3 % der Bevölkerung waren jünger als 20 Jahre, 24,0 % waren 20 bis 39 Jahre alt, 25,5 % waren 40 bis 59 Jahre alt und 24,2 % waren mindestens 60 Jahre alt. Das mittlere Alter betrug 40 Jahre. 49,0 % der Bevölkerung waren männlich und 51,0 % weiblich.
Das jährliche Durchschnittseinkommen eines Haushalts betrug 43.606 USD, dabei lebten 17,5 % der Bevölkerung unter der Armutsgrenze.
Im Jahr 2010 war englisch die Muttersprache von 81,80 % der Bevölkerung, spanisch sprachen 14,34 % und 3,86 % hatten eine andere Muttersprache.

## Kultur und Sehenswürdigkeiten

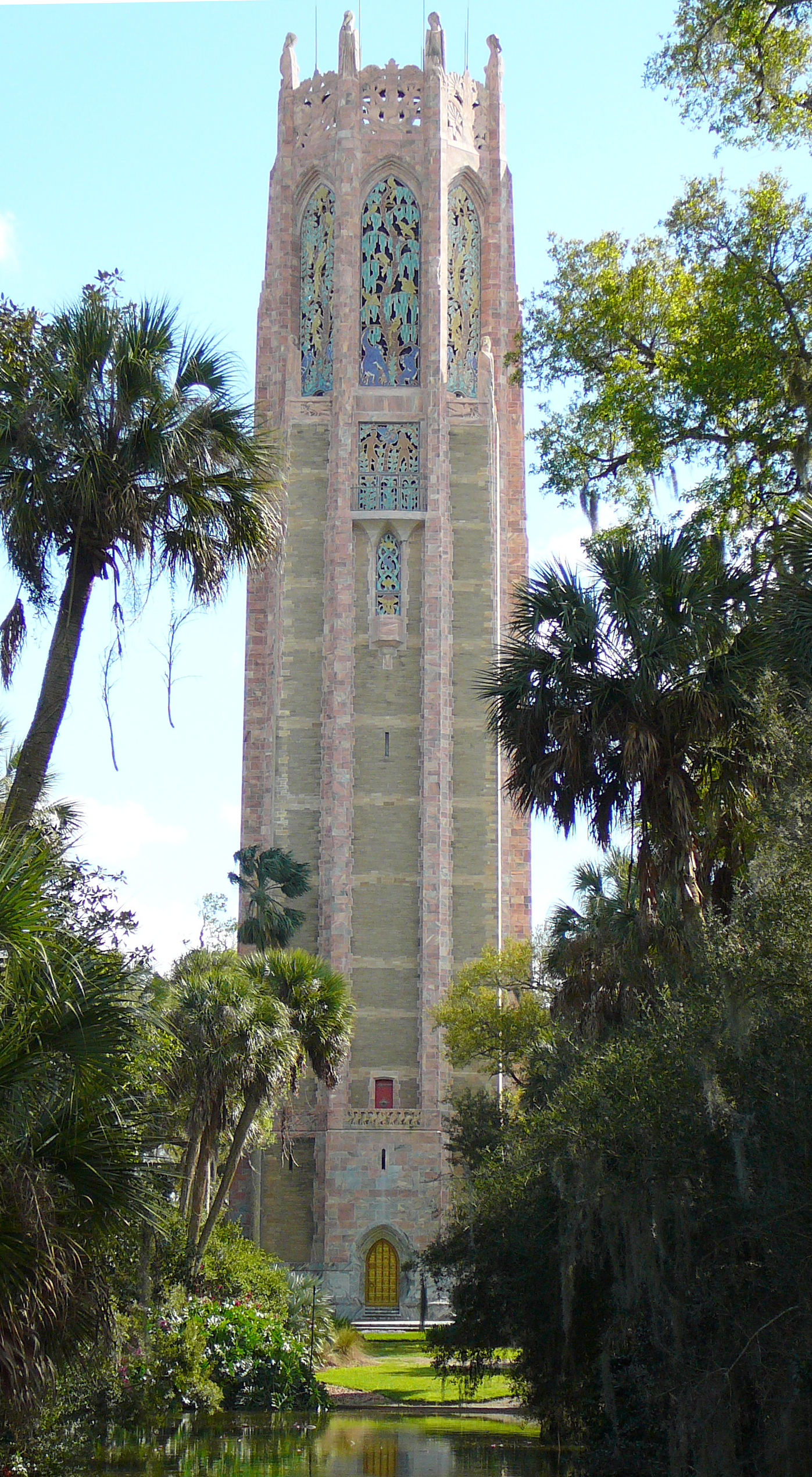
Bok Tower Gardens (2008). Dieser 62 m hohe Carillon-Turm mit den umliegenden Gärten entstand ab 1921 auf Betreiben von Edward W. Bok. Das Areal hat die Funktion eines Vogelschutzgebiets und wurde von dem Landschaftsarchitekten Frederick Law Olmsted, Jr. entworfen. Im August 1972 wurde der Historic District in das NRHP eingetragen. Im April 1993 erhielten die Bok Tower Gardens als erstes Objekt im Polk County den Status eines National Historic Landmarks zuerkannt.

76 Bauwerke, Stätten und Historic Districts („historische Bezirke“) im Polk County sind im National Register of Historic Places („Nationales Verzeichnis historischer Orte“; NRHP) eingetragen (Stand 16. Februar 2023), darunter haben die Bok Tower Gardens und der Bezirk Child of the Sun den Status von National Historic Landmarks („Nationales historisches Wahrzeichen“).

## Weiterführende Bildungseinrichtungen
- Florida Technical College in Auburndale
- Webber International University in Babson Park
- Warner Southern College in Lake Wales
- Florida Metropolitan University in Lakeland
- Florida Southern College in Lakeland
- Keiser College in Lakeland
- Southeastern College of the Assemblies of God in Lakeland
- University of South Florida in Lakeland
- Spurgeon Baptist Bible College in Mulberry
- Polk Community College in Winter Haven

## Orte im Polk County
Orte im Polk County mit Einwohnerzahlen der Volkszählung von 2010:
Cities:
- Auburndale – 13.507 Einwohner
- Bartow (County Seat) – 17.298 Einwohner
- Davenport – 2.888 Einwohner
- Eagle Lake – 2.255 Einwohner
- Fort Meade – 5.626 Einwohner
- Frostproof – 2.992 Einwohner
- Haines City – 20.535 Einwohner
- Lake Alfred – 5.015 Einwohner
- Lakeland – 97.422 Einwohner
- Lake Wales – 14.225 Einwohner
- Mulberry – 3.817 Einwohner
- Polk City – 1.562 Einwohner
- Winter Haven – 33.874 Einwohner

Towns:
- Dundee – 3.717 Einwohner
- Hillcrest Heights – 254 Einwohner
- Lake Hamilton – 1.231 Einwohner

Village:
- Highland Park – 230 Einwohner

Census-designated places:
- Alturas – 4.185 Einwohner
- Babson Park – 1.356 Einwohner
- Bradley Junction – 686 Einwohner
- Brewster – 3 Einwohner
- Combee Settlement – 5.577 Einwohner
- Crooked Lake Park – 1.722 Einwohner
- Crystal Lake – 5.514 Einwohner
- Cypress Gardens – 8.917 Einwohner
- Four Corners – 26.116 Einwohner
- Fuller Heights – 8.758 Einwohner
- Fussels Corner – 5.561 Einwohner
- Grenelefe – 1.752 Einwohner
- Highland City – 10.834 Einwohner
- Homeland – 366 Einwohner
- Inwood – 6.403 Einwohner
- Jan Phyl Village – 5.573 Einwohner
- Kathleen – 6.332 Einwohner
- Lakeland Highlands – 11.056 Einwohner
- Loughman – 2.680 Einwohner
- Medulla – 8.892 Einwohner
- Poinciana – 53.193 Einwohner
- Wahneta – 5.091 Einwohner
- Waverly – 767 Einwohner
- Willow Oak – 6.732 Einwohner